# Jennifer Jones (színművész)
Jennifer Jones Simon (Tulsa, Oklahoma, 1919. március 2. – Malibu, Kalifornia, 2009. december 17.) Oscar-díjas és Golden Globe-díjas amerikai színésznő, a negyvenes évek felfedezettje. Kései éveiben a Norton Simon Múzeum igazgatójaként tevékenykedett.

## Élete

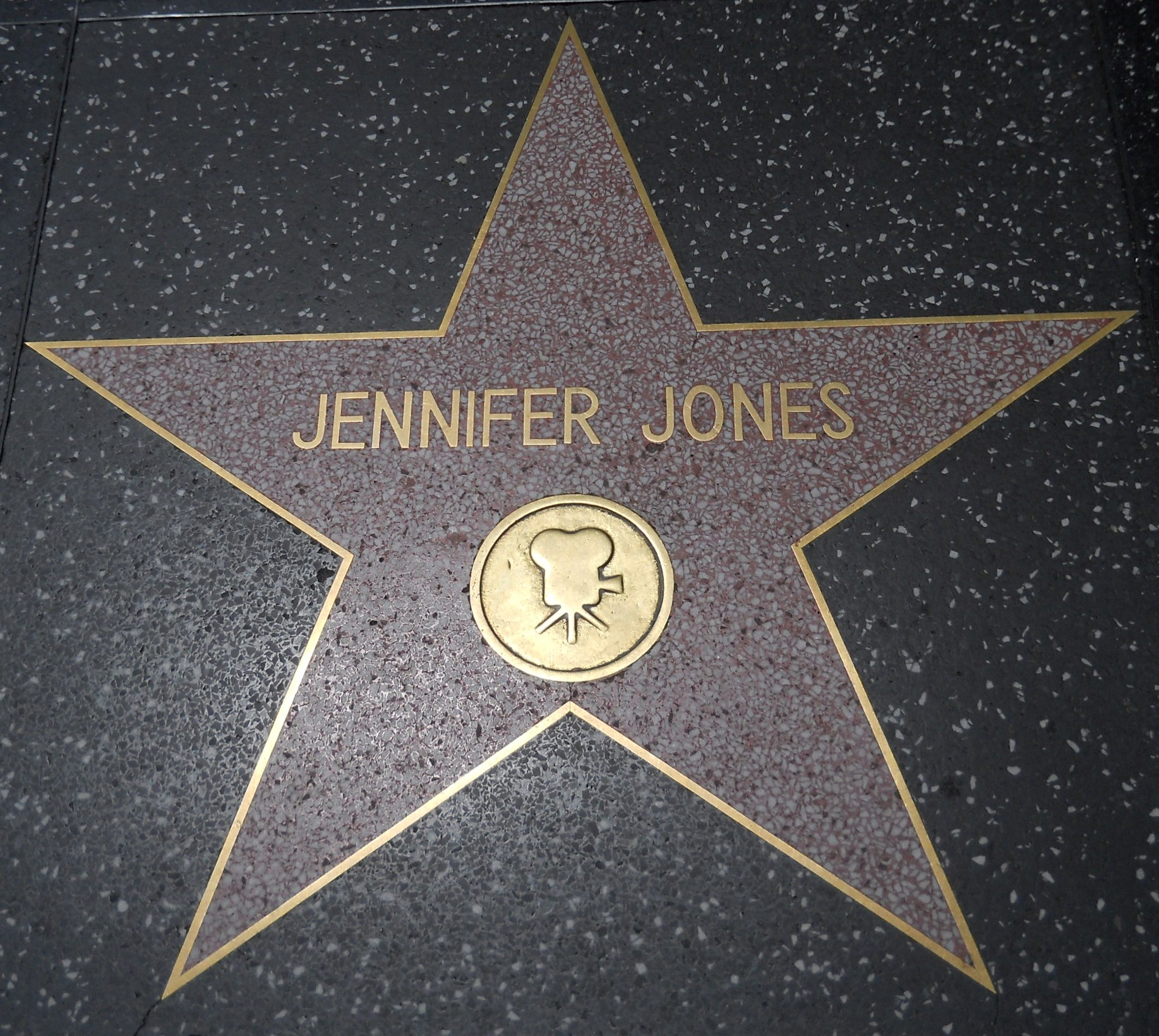
Jones csillagja a Hírességek sétányán

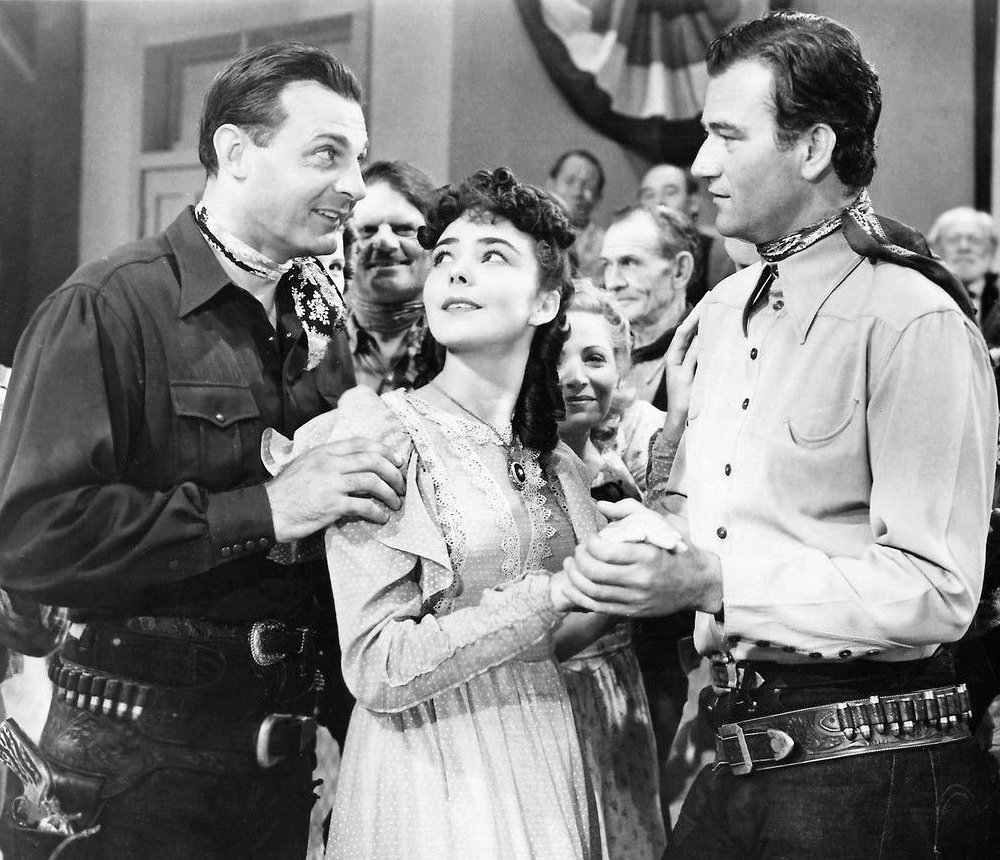
Ray Corrigan, Jones és John Wayne a New Frontier című filmben

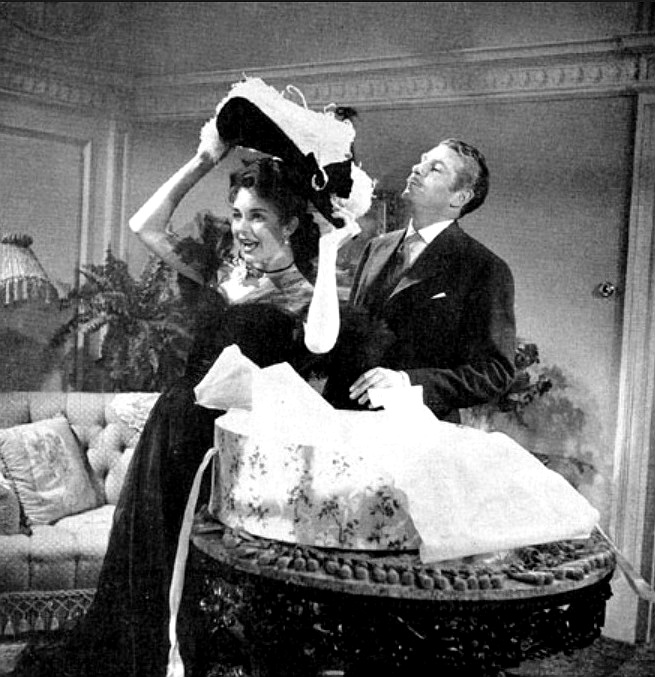
A Carrie című filmben Laurence Olivierrel

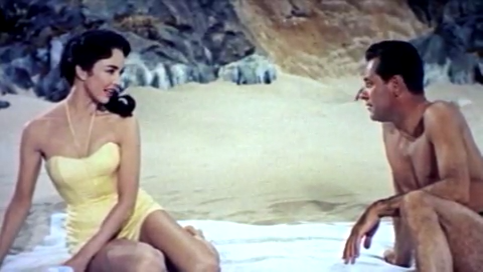
Jones és William Holden A szerelem nagyon ragyogó dolog című filmben

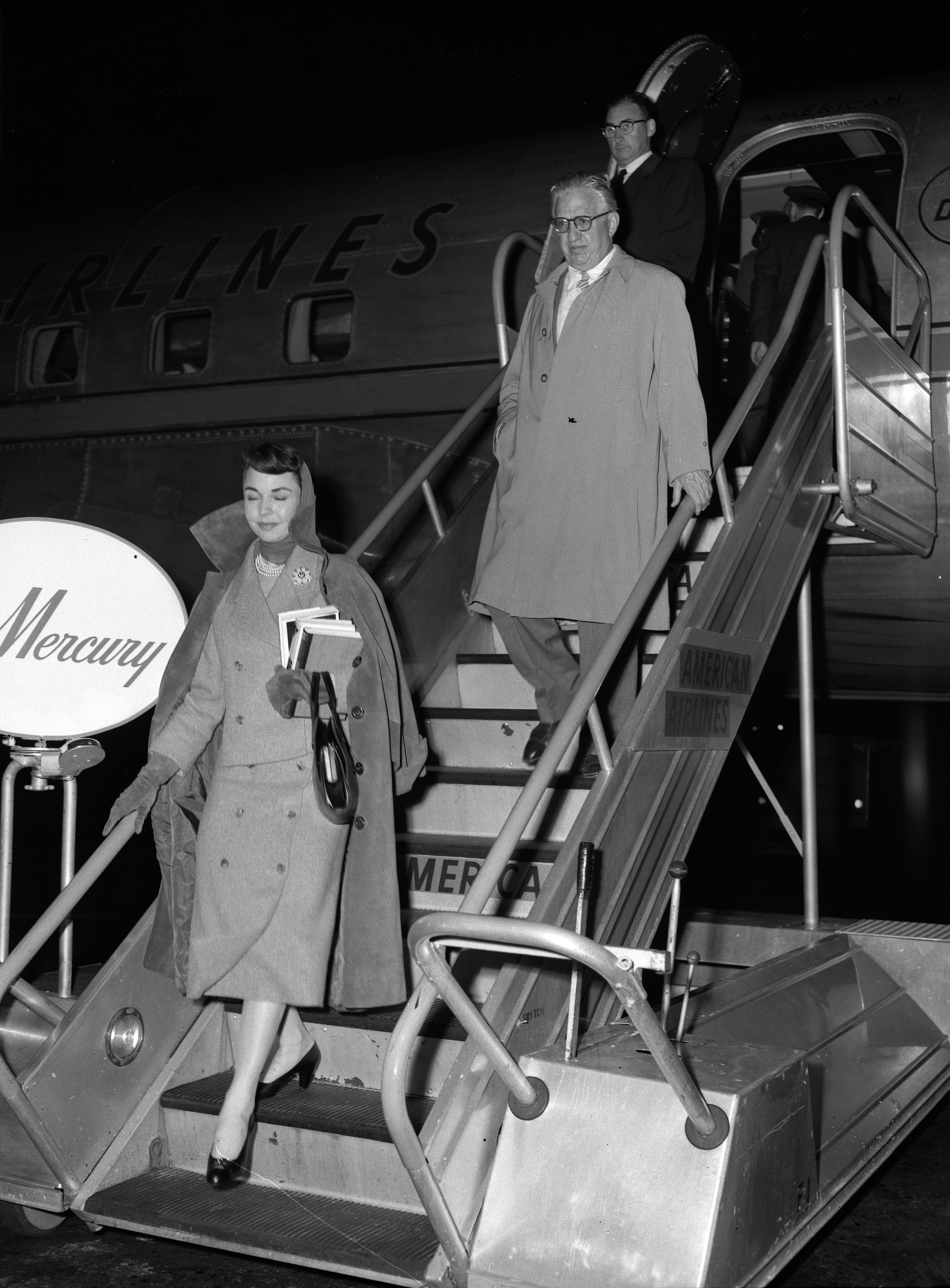
Jennifer Jones és David O. Selznick 1957-ben

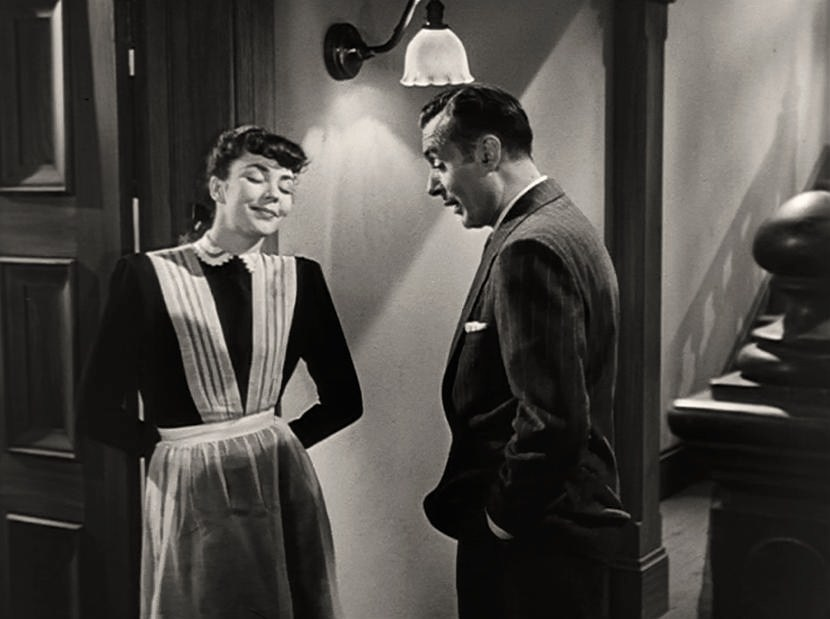
Cluny Brown Charles Boyer-val

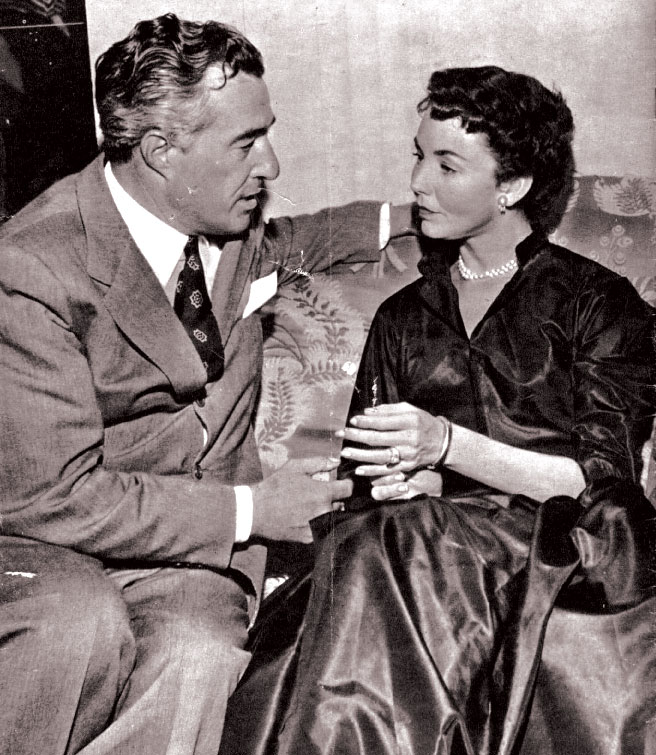
Vittorio De Sicával, a Termini pályaudvar rendezőjével

Phylis Lee Isley néven született Tulsában, Philip és Flora Mae Isley egyetlen gyermekeként. A szüleinek egy vaudeville-társulat állt a tulajdonában, édesapja több csődbe ment színházat is felvásárolt. A kis Phylis nyaranta cukrot árult, jegyet szedett és fellépett a társulatnál. Egy évet az Északnyugati Egyetemen tanult, majd beiratkozott színjátszó szakra a New York-i American Academybe. Itt ismerte meg a szintén színészi ambíciókkal ellátott Robert Walkert, akivel 1939-ben összeházasodott és Hollywoodba költözött. Két fiuk született, akik később szintén színészként keresték kenyerüket.
A párnak az áttörés azonban nehezen akart megérni. A színésznő Phyllis Isley név alatt tevékenykedett négy évig, mígnem meghallgatásra ment a Claudia című film főszerepére. A szerepet Dorothy McGuire nyerte, azonban az Elfújta a szél producere, David O. Selznick látott valami különlegeset a nőben, és szerződést kínált neki, a színésznő pedig teljességgel a producerre bízta magát. Selznick megváltoztatta a színésznő nevét Jennifer Jonesra, és sztárrá nevelte. A Bernadette című film kasszasiker lett, és Jennifer Jones elnyerte a legjobb női főszereplőnek járó Oscar-díjat. 
 1944-ben újabb Oscar-díjra jelölték a Mióta távol vagy című film mellékszereplőjeként. Ez a film volt az első és az egyetlen, amelyben férjével, Robert Walkerrel együtt szerepelt. 
A következő évben Jonest ismét Oscarra jelölték a Love Letters című filmben nyújtott alakításáért, amelyben egy amnéziával küszködő asszonyt játszik.
1949-ben karrierje fordulóponthoz ért, mikor Selznick merőben más szerepeket osztott a színésznőre. A közönség szemében eddig naiv, ártatlan lányként élt, annál nagyobb sokk volt a Párbaj a naponban virgonc, kacér megjelenése. 
1952-ben forgatták le a Carrie című filmet, Theodore Dreiser Sister Carrie (magyarul Carrie drágám) könyvének adaptációját, amelyben Jones Laurence Olivierrel együtt játszott, ezt követte William Holdennel közös szereplése A szerelem nagyon ragyogó dolog című filmben, ami Jonest ötödszörre, egyben utoljára Oscarra jelölte. Jones olyan neves színészekkel játszott még együtt, mint Humphrey Bogart (Ördögi kör (Afrika kincse), Gregory Peck (Párbaj a napon) és James Mason (Ruby Gentry).
Az 1960-as években válság következett be Jones életében. A Búcsú a fegyverektől olyan gyengén szerepelt, hogy a színésznő egy stúdiótól kért segítséget, hogy gyakorolhassa színészi képességeit. Négy év szünetet tartott, míg újra szerepet vállalt a Tender is Night című filmben. 1965-ben Selznick elhunyt, Jonest pedig erős kritika érte Angel, Angel, Down We Go című filmjéért. Utolsó filmes szereplése 1974-ben volt a Pokoli toronyban, mikor sok más sztárral együtt a torony fogságába esik.

### Magánélete
Jones és Robert Walker házassága megromlott. A Mióta távol vagy forgatását követően a színésznő elvált első férjétől, és szerelmi viszonyba került a nős Selznickkel. Selznick 1948-ban elvált feleségétől, Irene Mayertől, a Metro-Goldwyn-Mayer alapítójának lányától, 1949-ben pedig elvette feleségül Jennifer Jonest. A házaspár között tizenhét év korkülönbség volt. Selznick egészen az irányítása alá vonta a színésznő karrierjét. Határozott elképzelése volt Jones imidzsének kialakításáról. A Bernadette című film forgatásához Jonesnak titkolnia kellett, hogy már férjnél van és két gyermek édesanyja. Selznick választotta ki a színésznő számára a szerepeket. King Vidor rendező így írt róla: „David (Selznick) elvesztette minden ítélőképességét. Úgy gondolta, hogyha a filmben ott van Jennifer, az már csak jobb lehet.” Nem ez történt a Termini pályaudvar, a Búcsú a fegyverektől és a Tender is Night filmek esetén. 1949-ben a Madame Bovary forgatása közben Selznick megvádolta a rendezőt, Vincente Minnellit, hogy nem tünteti fel a színésznőt kedvező színekben, „elcsúfítja a különleges báját”. 1950-ben Selznick kivágatta a Gone to Earth közel egyharmadát, és visszaküldte a filmet újraforgatásra. Jones ekkortájt kezdett nagy mennyiségű altatót szedni és depressziós volt. Selznick 1965-ben elhunyt, hátrahagyva Jonest és közös lányukat, Mary Jennifert. Két évvel később Charles Bickford, Jones egy közeli barátja (a Bernadette-ben is szerepelt) meghalt, Jones pedig halála napján öngyilkosságot kísérelt meg – altatót vett be. Malibu partjainál találtak rá összeesve, de meg tudták menteni az életét. 
 
1971-ben Jones harmadszor is férjhez ment, Norton Simonhoz, egy nyugdíjba vonult vállalkozóhoz, aki dél-ázsiai, délkelet-ázsiai műtárgyakat gyűjtött. A műtárgyak jelentős részét képezik a Norton Simon Múzeum gyűjteményének. 1976-ban Jones lánya, Mary Jennifer kiugrott egy huszonkét emeletes felhőkarcolóból, és meghalt. Jonesnak ebből fakadóan támadt fel az érdeklődése a mentális egészségügy iránt, és aktívan tevékenykedett segélyszervezeteknél. Norton Simon a kilencvenes években Guillain–Barré-szindrómában szenvedett, ezért feleségét nevezte ki a múzeum elnökének, Jones pedig haláláig a múzeumért dolgozott.

## Filmográfia
| Év   | Cím                             | Szerep               |
| ---- | ------------------------------- | -------------------- |
| 1939 | New Frontier                    | Celia Braddock       |
| 1939 | The Streets of New York         | (tévéfilm)           |
| 1939 | Dick Tracy's G-Men              | Gwen Andrews         |
| 1943 | Bernadette                      | Bernadette Soubirous |
| 1944 | Mióta távol vagy                | Jane Deborah Hilton  |
| 1945 | Love Letters                    | Singleton            |
| 1946 | Cluny Brown                     | Cluny Brown          |
| 1946 | Párbaj a napon                  | Pearl Chavez         |
| 1948 | Portrait of Jennie              | Jennie Appleton      |
| 1949 | We Were Strangers               | China Valdés         |
| 1949 | Madame Bovary                   | Emma Bovary          |
| 1950 | Gone to Earth                   | Hazel Woodus         |
| 1952 | Carrie                          | Carrie Meeber        |
| 1952 | Ruby Gentry                     | Ruby Gentry          |
| 1953 | Ördögi kör (Afrika kincse)      | Mrs. Gwendolen Chelm |
| 1953 | Termini pályaudvar              | Mary Forbes          |
| 1955 | A szerelem nagyon ragyogó dolog | Dr. Han Suyin        |
| 1955 | Good Morning, Miss Dove         | Miss Dove            |
| 1956 | A szürke öltönyös férfi         | Betsy Rath           |
| 1957 | A Wimpole Street-i Barrettek    | Elizabeth Barrett    |
| 1957 | Búcsú a fegyverektől            | Catherine Barkley    |
| 1962 | Tender Is the Night             | Nicole Diver         |
| 1966 | The Idol                        | Carol                |
| 1969 | Angel, Angel, Down We Go        | Astrid Steele        |
| 1974 | Pokoli torony                   | Lisolette            |

## Díjak és jelölések
David di Donatello díj
- 1975: Career David

German Film Awards
- 1997: életműdíj

Golden Apple Awards
- 1947: Sour Apple

Golden Globe-díj
- 1944: legjobb női főszereplő (dráma) – Bernadette
- 1975: legjobb női főszereplő (jelölés) – Pokoli torony

Hollywood Walk of Fame
- 1960: csillag a Hírességek sétányán

New York Film Critics Circle Awards
- 1955: legjobb női főszereplő (harmadik hely) – A szerelem nagyon ragyogó dolog

Oscar-díj
- 1944: legjobb női főszereplő – Bernadette
- 1945: legjobb női mellékszereplő (jelölés) – Mióta távol vagy
- 1946: legjobb női főszereplő (jelölés) – Love Letters
- 1947: legjobb női főszereplő (jelölés) – Párbaj a napon
- 1956: legjobb női főszereplő (jelölés) – A szerelem nagyon ragyogó dolog

Photoplay Awards
- 1956: legnépszerűbb filmcsillag